# Cortelyou Road
Cortelyou Road, in origine conosciuta con il nome di Avenue C, è una fermata della metropolitana di New York, situata sulla linea BMT Brighton. Nel 2014 è stata utilizzata da 1 806 758 passeggeri.
È servita dalla linea Q Broadway Express, sempre attiva.